# أوديسي

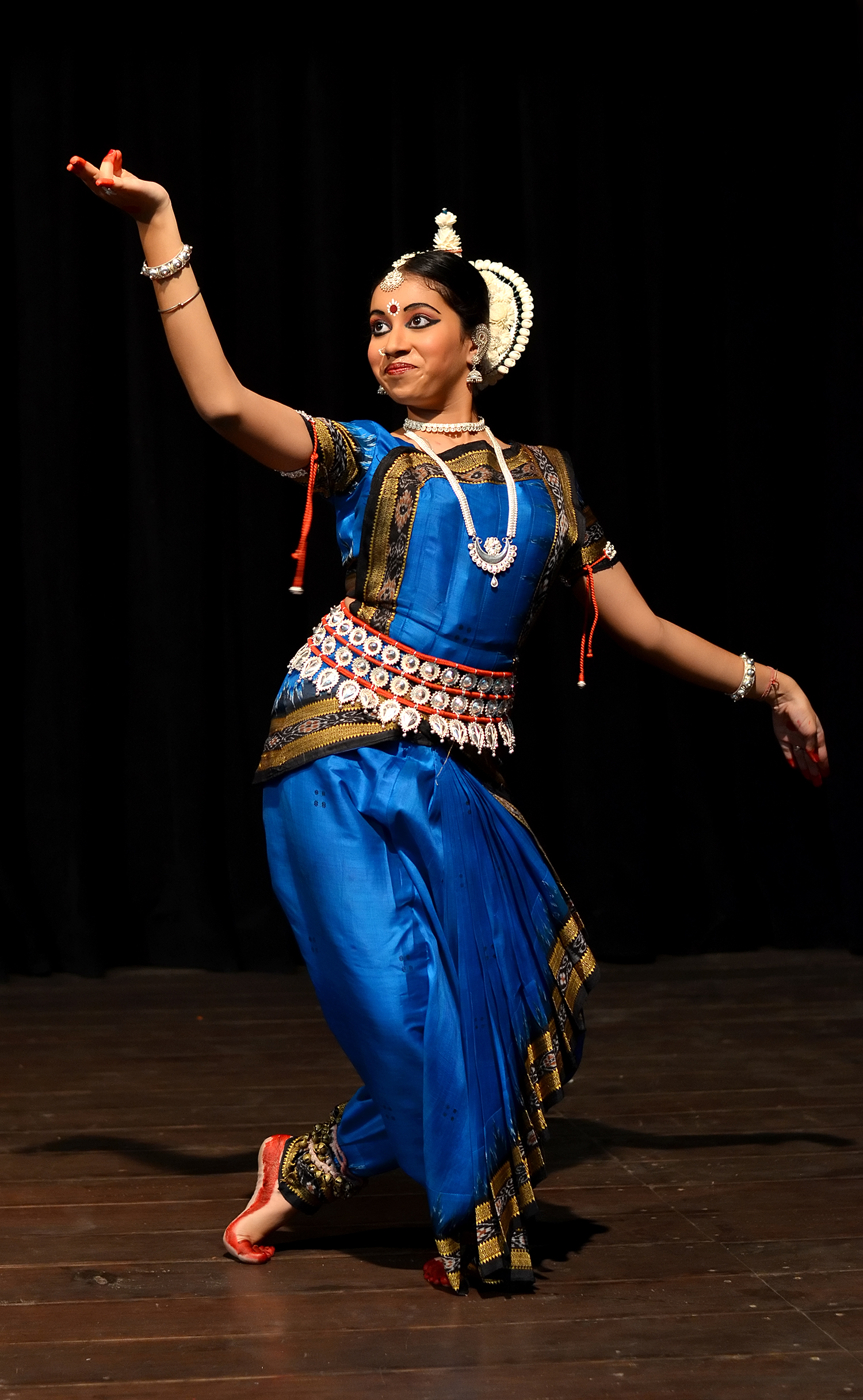
أوديسي هي رقصة كلاسيكية نشأت في أوريسا، الهند

أوديسي (بالإنجليزية: Odissi)‏ يشار إليها أيضًا باسم «أوريسي» في الأدب القديم، هي رقصة هندية كلاسيكية قديمة نشأت في المعابد الهندوسية في أوديشا - ولاية ساحلية شرقية في الهند. كان أداء رقص الأوديسي، في تاريخه، في الغالب مقصورًا على النساء، وعبر عن القصص الدينية والأفكار الروحية، وخاصة عن الفيشنافية. وقد عبرت عروض أوديسي أيضًا عن أفكار عن تقاليد أخرى مثل تلك المتعلقة بالآلهة الهندوسية شيفا وسوريا، وكذلك الآلهة الهندوسية (الشاكتية).